# 张秀明
张秀明（1946年2月—），山东宁津人。中国共产党党员。新疆大学政治教育系政治教育专业毕业，大学学历。历任中共库尔勒市委副书记、书记，吐鲁番地委委员、秘书长、副书记，喀什地委书记，新疆维吾尔自治区公安厅厅长等职。1998年2月获任新疆维吾尔自治区党委常委，2000年1月兼任自治区党委政法委书记，2003年3月升任自治区党委副书记，2006年1月当选新疆维吾尔自治区政协副主席。